# ロンゴロンゴ
ロンゴロンゴ (ラパ・ヌイ語: Rongorongo, [ˈɾoŋoˈɾoŋo]) は、イースター島で19世紀に発見された、文字あるいは原文字と思われていた記号の体系。

## 概要
ロンゴロンゴの記された24の木片（文字板）が19世紀後半に収集されたが、風雨による損傷や、破損、焼失部分のあるものも多かった。これらは現在、世界各地の博物館に分散しており、イースター島に残っているものはない。ロンゴロンゴの記された木板は流木など、大きさ、形状が様々なもので、中にはイースター島の首長の杖や、古くから伝わる鳥人信仰に基づいた伝統儀式（ある種の競技）における勝者（tangata manu = 「タンガタ・マヌ」、鳥人と呼ばれる）の小像、伝統的な女性用の三日月形の装飾品「レイミロ」(reimiro)に記されているものもある。また、ロンゴロンゴの短文を含んでいると思われるペトログリフも見つかっている。口伝による伝承では、少数のエリートのみがロンゴロンゴを使用することができ、これらの文字板は神聖なものであると言われている。
別の見解として、現存する全てがヨーロッパ人接触後に作成されたものである可能性がある。元々文字は存在せず島民は口承で知識を語り継いでおり、布教目的で島に居住したカトリック宣教師が1864年に言及するまでロンゴロンゴの文字板の存在を立証するものは無い。このことから文字の存在を執拗に問いただすカトリック司教の不平を満たすために島の住民が意に沿うように報酬目的で自作したと思しき品があることに加え、奴隷狩りと疫病で知識を口承する者が死に絶えた不安からヨーロッパ人に接触したことにより文字（らしきもの）という概念が即席ながら作られたとする見解が存在する。
ロンゴロンゴは行ごとに絵文字の書かれる方向が変わる、いわゆる牛耕式で記されている。文字板によっては、行が浅い溝状に彫られており、絵文字がその中に刻まれているものもある。各絵文字は、人間や動物、植物、加工品、幾何学模様などの特徴的な外見を持っている。 や  のような人間型や動物型の絵文字には、頭部にこぶが描かれているものがある。これらのこぶは、おそらく耳や目を描いたものとみられ、これもロンゴロンゴの特徴の1つである。
個々のテキストは、「文字板 C」のようにアルファベットの大文字1文字の識別符号、もしくは「ママリ文字板」のような通称で呼ばれる。通称は、「櫂」、「かぎ煙草入れ」のように文字板の形状の特徴や、「サンティアゴ小文字板」、「サンティアゴ杖」のように所蔵場所に因んで付けられている。

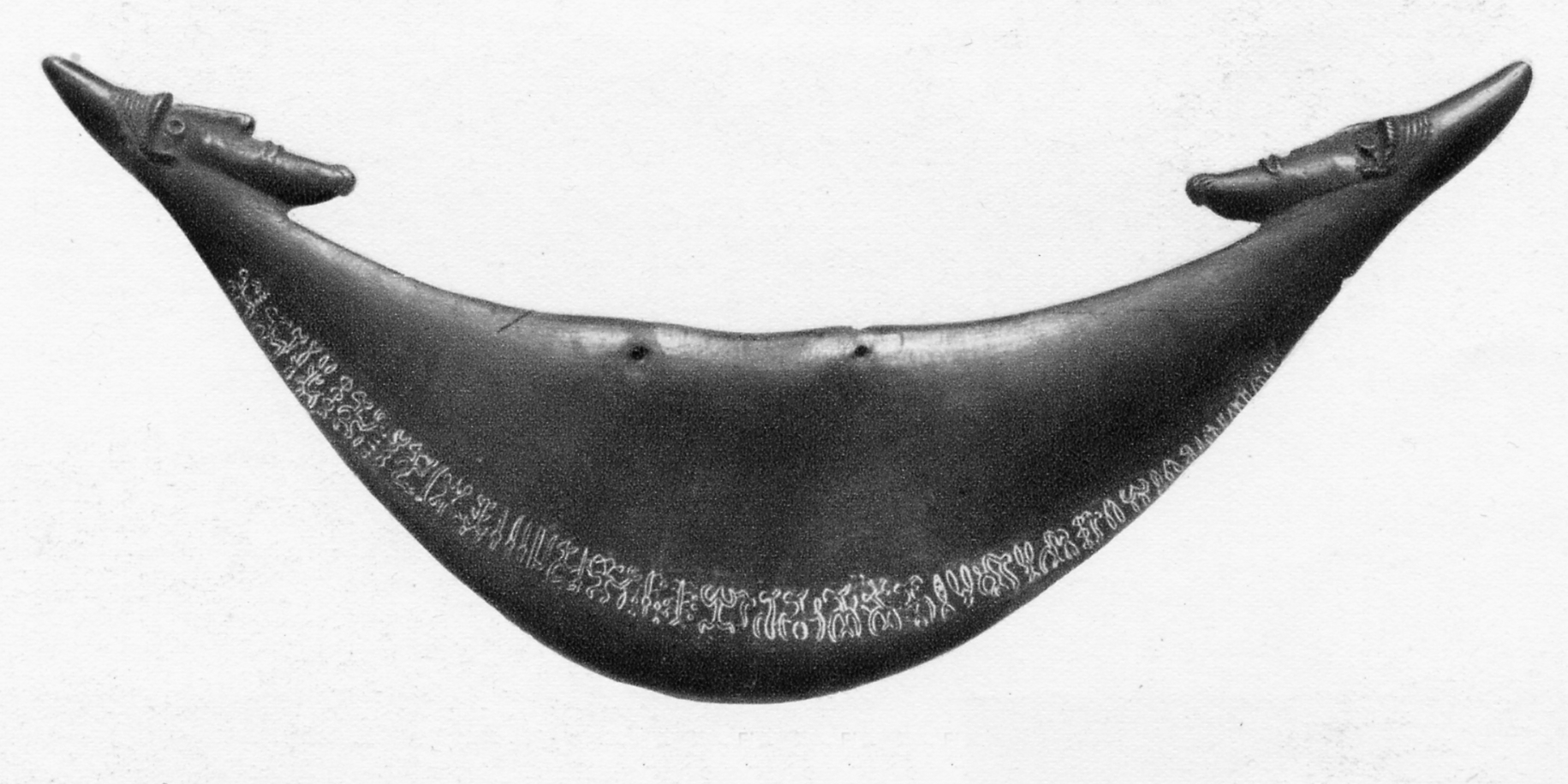
ロンゴロンゴの刻まれた「レイミロ」(「文字板 L 」)。

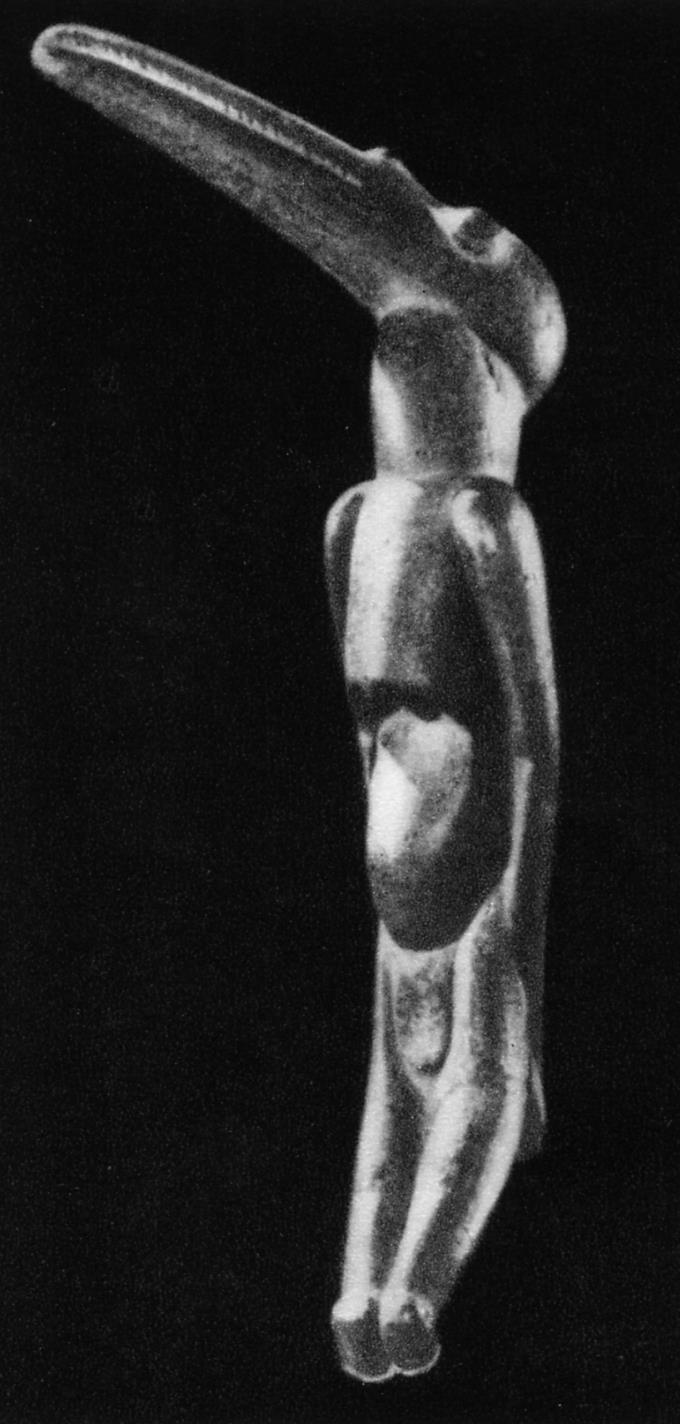
タンガタ・マヌ(鳥人)の小像(「文字板 X」)。アメリカ自然史博物館蔵。

## 名称の語源と別名
「ロンゴロンゴ」という語は、これらの絵文字群を指す現代の呼称であり、イースター島の土着語であるラパ・ヌイ語で、「暗誦、朗誦、詠唱」という意味である。
ロンゴロンゴの本来の呼称は、「コハウ・モトゥ・モ・ロンゴロンゴ」（kohau motu mo rongorongo　=「詠唱のために彫られた線」）であり、略して「コハウ・ロンゴロンゴ」（kohau rongorongo ＝「詠唱のための線」）と呼ばれるようになったと言われている。またテキストには、テーマに基づいた固有の名前もあると言われている。例えば、「コハウ・タウ」（kohau ta‘u ＝「年の線」）は年代記、「コハウ・イーカ」（kohau îka ＝「魚の線」）は戦死者のリスト（ここでの îka「魚」は戦死者の同音異義語、あるいは比喩として用いられている）、「コハウ・ランガ」（kohau ranga ＝「逃亡者の線」）は難民のリストとされる。
研究者の中には、「コハウ・タウ」の「タウ」は、ロンゴロンゴとは別種の文字であると考える者もいる。ドイツの人類学者トーマス・バルテル（Thomas Barthel）は、「（イースター島の）島民はもう1種類、別の文字を有しており（いわゆる｢タウ｣文字）、それらは彼らの年代記やその他世俗的な事象を記録するのに用いられていたが、失われてしまった。」と記録している。しかし、アメリカの研究者スティーヴン・フィッシャー（Steven Roger Fischer）は、「タウ文字はもともとロンゴロンゴの一種である。1880年代に、ある年長者の集団が、自分達の彫刻の価値を取引の際に高めるための装飾模様として、ロンゴロンゴを基に考案したもので、ロンゴロンゴの素朴な模倣である」、「20世紀中頃に3種類目の文字として発表された「ママ」文字（mama）、または｢ヴァエヴァエ｣文字（va‘eva‘e）は、20世紀初頭に考案された装飾用の幾何学模様である」と述べている。

## 現存する資料
木材に刻まれた26点のテキストが残されており、それぞれ2から2,320の単独の絵文字と、合計で15,000以上の合字の絵文字が刻まれている。おそらく島の首長の神聖な杖である「文字板 I」（別名、「サンティアゴ杖」）以外の大半は長方形の木板である。「文字板 J」と「L」は「レイミロ」の飾りに刻まれたもの、「X」は「タンガタ・マヌ」（鳥人）の小像の様々な部位に刻まれたものである。また、「Y」は、ロンゴロンゴの文字板から切り取られた木材により組み立てられた、ヨーロッパのかぎ煙草入れの箱である。レイミロのような装飾品や小像、杖などの文字板は、美術品としての価値もあることから固有の名称が付けられている(Buck 1938:245)。「文字板 C」と「S」は、残されている文書から、宣教師がやって来るより以前のものであることがはっきりしているが、他の文字板もこの2つと同じくらいか、より古いものである可能性がある。その他にも、ロンゴロンゴであると証明される可能性のある、単独で刻まれた絵文字や短い絵文字の列が知られている。

### 古典的テキスト
バルテルは、本物と認められる24点の文字板をアルファベット1文字で識別し、その後、これらにもう2点の文字板が追加された。文字板の面は、テキストがどこから始まるのかが判明しているものについては、それぞれ r （recto の略、表面）、または v （verso の略、裏面）の記号で区別され、例えば Pr2 は「文字板 P」（サンクトペテルブルク大文字板）の表面、2行目を指す。しかし、テキストの始まりが判明していないものについては、面はそれぞれ a および b の記号で区別され、例えば、 Ab1 は「文字板 A」（タフア文字板）の b の面、1行目を表す。かぎ煙草入れの箱の文字板は6面体であるため、それぞれの面が a から f までの記号で区別されている。
| バルテルによる 符号 | フィッシャーによる 符号 | その他通称 / 異 名                                                     | 所蔵場所                                                 | 備考 |
| ------------------- | ----------------------- | ---------------------------------------------------------------------- | -------------------------------------------------------- | --- |
| A                   | RR1                     | タフア(Tahua) （the Oar = 櫂）                                         | ローマ イエズス・マリアの聖心会修道院                    | 長さ91 cmのヨーロッパ、またはアメリカの船の櫂（オール）の先端部に、 1,825の絵文字が刻まれている。セイヨウトネリコ 製。 |
| B                   | RR4                     | アルク・クレンガ(Aruku kurenga)                                        | ローマ イエズス・マリアの聖心会修道院                    | 長さ41 cmのサキシマハマボウ (Pacific rosewood, Thespesia populnea)の板。浅い溝（行）があり、 その中に1,135の絵文字が刻まれている。 |
| C                   | RR2                     | ママリ(Mamari)                                                         | ローマ イエズス・マリアの聖心会修道院                    | 長さ29 cm。「B」と同じ材質だが、浅い溝（行）はない。1,000の絵文字が刻まれており、内容は暦に関するもので、 他の文字板に比べ、絵文字が絵画的である。                                                                                         |
| D                   | RR3                     | Echancrée （刻まれたもの）                                             | パペーテ                                                 | 長さ30 cmの、浅い溝（行）のない文字板。270の絵文字が刻まれている。釣り糸のリールとして使われていた。 表と裏で、筆跡が異なる。南アフリカ原産の、South African Yellowwood (Podocarpus latifolius)製か？                                      |
| E                   | RR6                     | ケイティ(Keiti)                                                        | （ルーヴェン）                                           | 822 の絵文字が刻まれた39 cmの文字板。浅い溝（行）がある。 第一次世界大戦で失われたが、原物から取られた鋳型がワシントンとパリに現存している。                                                                                               |
| F                   | RR7                     | Chauvet fragment                                                       | ニューヨーク                                             | 51の絵文字が荒く刻まれている、12 cmの文字板。ヤシの木製か？ |
| G                   | RR8                     | サンティアゴ小文字板 (Small Santiago)                                  | サンティアゴ チリ国立 自然史 博物館                      | 720の絵文字が刻まれた32 cmの紫檀製の文字板。浅い溝（行）がある。 裏面のテキストには何かの系図が含まれていると思われ、他のテキストとパターンが異なっている。                                                                                |
| H                   | RR9                     | サンティアゴ大文字板 (Large Santiago)                                  | サンティアゴ チリ国立 自然史 博物館                      | 1,580の絵文字が刻まれた44 cmの紫檀製の文字板。 テキストが「P」および「Q」とほとんど同一である。 |
| I                   | RR10                    | サンティアゴ杖 (Santiago staff)                                        | サンティアゴ チリ国立 自然史 博物館                      | 2,920の絵文字が首長の杖に刻まれている。現存するテキストでは最長のもので、このテキストに似たパターンのものは、「Gv」と「Ta」にしか見られない。句読点らしきものが使われている唯一の文字板。                                                  |
| J                   | RR20                    | 大レイミロ (Large reimiro)                                             | ロンドン                                                 | 絵文字2つが刻まれた長さ73 cmの胸飾り。 非常に古いものである可能性がある。 |
| K                   | RR19                    | ロンドン (London)                                                      | ロンドン                                                 | 荒く刻まれた163の絵文字のある、22 cmの紫檀製文字板。 テキストが「Gr」とよく似ている。 |
| L                   | RR21                    | 小レイミロ (Small reimiro)                                             | ロンドン                                                 | 44の絵文字が刻まれた長さ41 cmの胸飾り。 非常に古いものである可能性がある。紫檀製。 |
| M                   | RR24                    | ウィーン大文字板 (Large Vienna)                                        | ウィーン ウィーン民族学 博物館                           | 長さ28 cmの紫檀製の文字板。保存状態が悪く、面 b は破壊されているが、 面 a に54の絵文字が見える。初期に作成された鋳型に、もっと多くのテキストが残っている。                                                                                 |
| N                   | RR23                    | ウィーン小文字板 (Small Vienna)                                        | ウィーン ウィーン民族学 博物館                           | 172の絵文字の刻まれた、26 cmのユクノキ製文字板。テキストは「Ev」にやや似ている。 |
| O                   | RR22                    | ベルリン(Berlin)                                                       | ベルリン 民族学博物館                                    | 103 cmの流木。面 a に90の絵文字がはっきりと刻まれている。 保存状態が悪いため、面 b にある絵文字は視認できない。 |
| P                   | RR18                    | サンクトペテルブルク大文字板 (Large St. Petersburg                     | サンクトペテルブルク ピョートル大帝人類学 ・民族学博物館 | 長さ63 cmのヨーロッパ、またはアメリカの船の櫂（オール）の先端部に、1,163の絵文字が刻まれている。 ユクノキ製でカヌーの床板になっていた。テキストは「H」および「Q」とほぼ同じである。                                                        |
| Q                   | RR17                    | サンクトペテルブルク小文字板 (Small St. Petersburg                     | サンクトペテルブルク ピョートル大帝人類学 ・民族学博物館 | 44 cmの紫檀の幹に718の絵文字が刻まれており、浅い溝（行）がある。 テキストは「H」および「P」とほぼ同じである。 |
| R                   | RR15                    | ワシントン小文字板 (Small Washington)                                  | ワシントン                                               | 357の絵文字が刻まれており、ほとんどすべての句が 他の文字板のテキストにも見られるものである。長さ24 cm。 |
| S                   | RR16                    | ワシントン大文字板 (Large Washington)                                  | ワシントン                                               | 長さ63 cm紫檀の木板に、600の絵文字が刻まれている。 カヌーの床板になっていた。 |
| T                   | RR11                    | ホノルル溝付文字板 (Fluted Honolulu)                                   | ホノルル                                                 | 浅い溝（行）が彫られた31 cmの木板上に、120の絵文字がはっきりと刻まれている。 保存状態が悪いため、面 b にある絵文字は視認できない。 |
| U                   | RR12                    | ホノルルの横げた (Honolulu beam)                                       | ホノルル                                                 | 長さ70 cmのヨーロッパ、またはアメリカの船の横げたに、27の絵文字がはっきりと刻まれている。 保存状態は悪く、表と裏で、筆跡が異なる。 |
| V                   | RR13                    | ホノルルの櫂 (Honolulu oar)                                            | ホノルル                                                 | 長さ72 cmのヨーロッパ、またはアメリカの船の櫂（オール）の先端部に、22の絵文字がはっきり刻まれている。保存状態が悪く、面 a にテキストが1行と、2つの対になった絵文字が2組刻まれているほか、面 b にもかつてテキストが刻まれていた痕跡がある。 |
| W                   | RR14                    | ホノルルの断片 (Honolulu fragment)                                     | ホノルル                                                 | 片側の面に絵文字8つが刻まれた7 cmの木片。 |
| X                   | RR25                    | タンガタ・マヌ(Tangata manu) ニューヨーク鳥人文字板 (New York birdman) | ニューヨーク                                             | 高さ33 cmの「タンガタ･マヌ」の小像。 7つのテキスト（合計37の絵文字）が浅く刻まれている。 |
| Y                   | RR5                     | パリのかぎ煙草入れ (Paris snuffbox)                                    | パリ                                                     | 3つの別々の文字板の部分から成る7 cmの箱。 箱の外側にのみ85の絵文字が荒く刻まれている。流木か? |
| Z                   | T4                      | ポイケ重ね書き文字板 (Poike palimpsest)                                | サンティアゴ チリ国立 自然史 博物館                      | 11 cmの木片。流木か？本来のテキストの上に、新たに絵文字を刻みなおしたものらしく、 本当に古くから伝わるテキストであるか疑問が投げかけられている。                                                                                           |

その他にも、荒いタッチの絵文字が刻まれている石や木製の品が存在するが、ほとんどはロンゴロンゴが発見されてから間もない頃に、観光目的で作られた偽物であると考えられている。26の文字板の中にも信憑性が疑われているものもある。例えば、出所の由来がはっきりしない「文字板 X」、「Y」、「Z」、絵文字が拙い「文字板 F」、「K」、「V」、「W」、「Y」、「Z」、金属製の刃物で刻まれたと思われる「文字板 K」、「V」、「Y」である。そのため、たとえこれらの文字板が本物であることが証明されても、解読作業で信頼できる資料とはならない。「文字板 Z」は、初期に作られた多数の偽物に似ている点が多いばかりか、絵文字も牛耕式で刻まれていない（後述書記方向参照）。しかし、これは見えづらくなった本物のテキストの上に、新たなテキストを刻み直した結果であるかもしれない。

### その他のテキスト
後述のペトログリフに加え、ロンゴロンゴである可能性のある、いくつかの短いテキストも見つかっている。フィッシャーは、「小像の被っている冠の多くに、ロンゴロンゴか、ロンゴロンゴに似た絵文字を確認できる」と報告している 。フィッシャーはその例として、「モアイ・パカパカ」(mo‘ai pakapaka)の小像の冠にある、合字  の絵文字を挙げている。絵文字 070 の内部に、絵文字 002 が組み合わされたこの合字の絵文字は、これ以外には存在が確認されていないが、絵文字 070 と他の絵文字の合字に外見がよく似ている。絵文字 700  が刻まれた、人間の頭蓋骨も多く見つかっており、これは ''îka = 「戦死者」を表しているのかもしれない。また他にも、初期の訪問者によって記録された、ロンゴロンゴの絵文字によく似た刺青なども知られているが、それだけ単独で描かれた絵画的なものであるため、本当にロンゴロンゴの絵文字であるのか確認が困難である。

### 絵文字
ロンゴロンゴの絵文字のほぼ完全な収集で、唯一公刊されているものは、バルテルが1958年に発表したものである。バルテルは個々の絵文字に3桁の識別番号を付け、絵文字をグループに分類した。数字のみが付けられた絵文字は、バルテルが「基本形」(Grundtypus)であると考えた絵文字で、それと外見の似た、バルテルが異体字と判断した絵文字には、「基本形」と同じ番号にアルファベットが付加されている。バルテルは600の識別番号を 割り当てている。100の位は0から7までで、頭部（頭部のないものは全体の姿）による分類であり、0と1は幾何学的模様もしくは非生物、2は「耳」のあるもの、3と4は口を開けているもの（尾、または脚の形でさらに細分化される）、5はその他様々な形の頭部、6は嘴（くちばし）のあるもの、7は魚もしくは節足動物などである。10の位と1の位は、絵文字の形状についての特徴に応じて付けられており、外見の似たものはすべて同じ番号が付けられている。例えば、絵文字206、306、406、506、606はすべて、左側に下を向いた翼があり、4本指の右手を上に挙げた姿の絵文字である（下図参照）。

識別番号の付け方: 100の位の数字は頭部、または全体の姿による分類、1の位の「6」は挙上された独特な手を表す。
絵文字をどのグループに分類するかに、ある程度の任意性があり、番号の割り振りやアルファベットの付け加え方にも矛盾があるため、この識別番号の仕組みはかなり複雑なものになっている。しかし、そのような欠点にもかかわらず、バルテルの分類方法は今のところ、ロンゴロンゴの絵文字を分類整理するために提案された唯一の効果的な方法である。
バルテルは1971年、絵文字の種類は120ほどで、他の480はその異体字、もしくは2つの絵文字を組合せた合字であるという説を発表した。この説を支持する証拠は未だ発表されていないが、同じ程度の数字が他の学者達によっても見積もられている。

### 資料の公刊・出版
発見以来およそ1世紀もの間、テキストが刊行された例はわずかしかなかった。サンティアゴのチリ国立自然史博物館の館長ルドルフ・フィリッピ(Rudolf Philippi)が1875年に「サンティアゴ杖」のテキストを、オーストラリアのシドニーの医師、アラン・キャロル(Dr. Alan Carroll)が1892年、「文字板 A」のテキストの一部をそれぞれ出版した。トーマス・バルテルが1958年に Grundlagen zur Entzifferung der Osterinselschrift（『イースター島文字解読のための基礎』）の中で、現存するほとんどすべてのテキストを公刊したが、それまでは大半のテキストが、未来の解読者となるかもしれない人々にとって目にすることができないままであった。バルテルのこの著作は、今日までロンゴロンゴ研究の基礎的文献の地位を保っている。バルテルは「文字板 A」から「X」までという、現存する文字板の99%以上を発表し、ポリネシア地域の文化研究機関、C.E.I.P.P.(Centre d'Etudes sur l'île de Pâques et la Polynésie)はその内の97%が正確であると算出した。バルテルによるテキストの図は手書きによるものではなく、「拓本」（文字板の上に紙を置き、その上を鉛筆などで擦って絵文字を浮かび上がらせる方法）であったため、実物に忠実なものとなったのである。
フィッシャーも1997年、新たなテキストの図版を公刊した。その中には「文字板 N」のように、バルテルのものには見られなかった、非常に細かい線（黒曜石で刻まれ、サメの歯で刻まれ直していない線。後述の書記道具参照）まで描かれているものもある（しかし、後述書記道具にある「Gv4」については、両者の図それぞれに細かい線が見られる）。また、バルテルのものには Ca6  から Ca7 の行の変わり目にある、一続きの絵文字が写っていないが、これはおそらく絵文字の刻まれている場所が文字板の側面にあたっていたため、バルテルがその部分の写しを取りそこなったのであろう。また、単純に両者が食い違っている例もある。例えば、フィッシャーの著書(1997:451)における I12 （「サンティアゴ杖」の12行目）の最初の絵文字は、バルテルの記録した絵文字や、フィリッピが1875年に発表したものとは異なっている。資料の複写は不正確な部分がかなりあり、高度な写真技術が不足していたため、これまで適切な検証がなされてこなかった。

## 形態と構造
絵文字はすべて高さが1 cmほどに揃えられており、形状は生物の輪郭や幾何学模様が規格化されたものである。絵文字の彫られた木製の板の形状は不規則で、多くの場合（文字板 B, E, G, H, O, Q, T）、浅い溝が彫られている。絵文字は、文字板の端から端まで掘られたその浅い溝の中に沿って彫られている。文字板の木材として、形状が不規則であったり破損しているものが、形状を整えたりせずにそのまま使用されたのは、イースター島では木材が希少であったためだと考えられている。

### 媒体
いくつか石に刻まれたものは例外として（後述の、ペトログリフを参照）、現存するロンゴロンゴのテキストはすべて木材に刻まれたものである。伝承によれば、文字板はすべてトロミロの木（昔イースター島で多く見られたマメ科の植物）で作られているという。しかし、フランスの研究者ミシェル・オルリアック(Michelle Orliac)が7つの文字板（B, C, G, H, K, Q,レイミロ, L）を2005年に電子顕微鏡で調べ、板の材料がすべてサキシマハマボウ(Thespesia populnea) というアオイ科の植物であることを突き止めた（1934年に「文字板 M」が調査された時も同じ結果だった）。この高さ約15 mの木は、ラパ･ヌイ語では「マコイ」mako‘i と呼ばれ、ポリネシア東部全体で神聖な彫刻などに用いられ、イースター島へは最初の定住者達により持ち込まれたと言われている（Skjølsvold 1994, Orliac 2005 でも引用）。しかし、文字板の木材はすべてが在来種ではない。オルリアックは2007年、「文字板 N」と「P」、そして「S」の木材が南アフリカ原産のSouth African Yellowwood(Podocarpus latifolius、イヌマキの類)であり、ヨーロッパ人が持ち込んだ木であることを証明した。また、フィッシャーはそれよりも前に、「文字板 P」は、「破損したヨーロッパ、またはアメリカの船の櫂（オール）を再加工したもの」、「文字板 A」と「V」の木材はセイヨウトネリコの木(Fraxinus excelsior)、さらに座礁した西洋の船から多くの文字板が作られたと伝えられる、と報告している。「文字板 O」などのいくつかの文字板は、でこぼこした流木で作られている。島民が流木に文字を刻むほど困窮し、極度に木材を経済的に使用した事実が、合字や省略の多用といったテキスト構造を生む原因となり、テキストの分析を難しくしているのかもしれない。

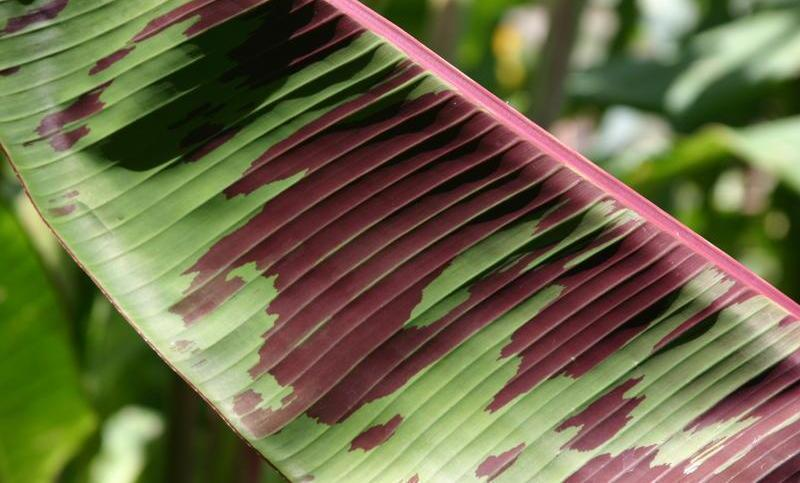
ロンゴロンゴの独特な絵文字の刻み方は、このようなバナナの葉に絵文字を記したことが起源かもしれない。

口伝の伝承によれば、木材は希少であったために熟練の書記のみが使用でき、見習いはバナナの葉に文字を記したと言われている。バルテルは、初期にはバナナの葉に骨などを用いて文字を記していたが、この方法が発達して木板に絵文字を刻むようになったと考えた。また、バナナの葉は文字の学習のみならず、木板に文字を書く前の下書きや構成を考えるためにも使用されたと推測している。バルテルは実験により、バナナの葉の上では、切り口から染み出て葉の表面で固まった樹液により、絵文字が非常に見やすくなることを発見した。しかし、葉自体が乾いてしまうともろくなり、長い間保存することはできなかったであろう。
バルテルは、バナナの葉が木の文字板の原型であり、文字板に彫られた溝は、葉脈により表面に溝の走っているバナナの葉の模倣であると推測している:

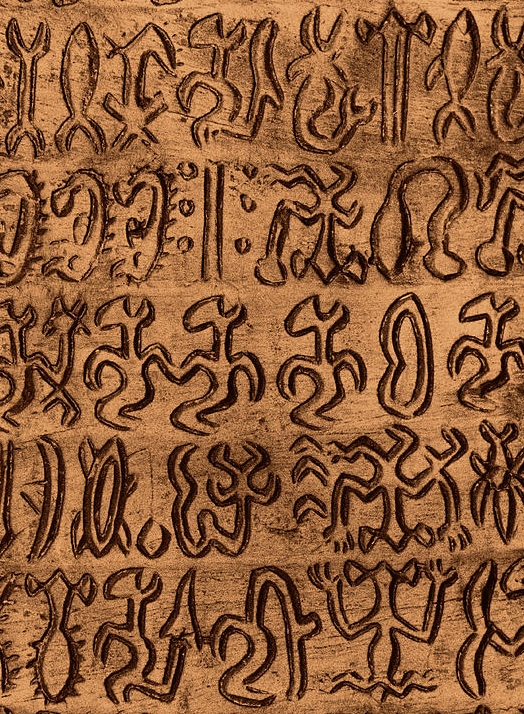
サンティアゴ小文字板、裏面の部分拡大図、3行目（一番下）から7行目（一番上）まで。この図では3、5、7行目の絵文字の上下は正しいが、4行目と6行目の絵文字の上下は逆になっている。

### 書記方向
ロンゴロンゴの絵文字は、書記方向が行毎に変わる牛耕式で記されている。すなわち、文字板のテキストは左下の隅から始まり、右に読み進んだ後、読み手は文字板を180度回転させて次の行を読む、ということである。左の画像にあるとおり、ある1行を読んでいる際は、そのすぐ上と下の行が上下逆に記されている。
しかし、文が文字板の裏面にまで続く場合もあり、「文字板 K」、「N」、「P」、「Q」のように表面の文の行数が奇数のものでは、裏面の文の始まりが左上の隅から始まり、読み進める方向が上下逆になる。
上下が逆さのテキストでも判読する能力のある読み手ならば、大きな文字板や杖状の文字板は、回転させずに読んでいたのかもしれない。

### 書記道具

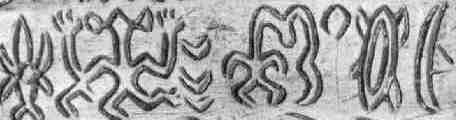
文字板 Gv4 はサメの歯を使って刻まれた。しかし右から2つ目の絵文字は、非常に細かい線で結び付けられた2つの部分からなっており、この線は黒曜石で刻まれたのかもしれない。また、中央に見えるＶ字型の絵文字も、左隣の人型の絵文字の手に同じような細かい線で繋がれている（細かすぎるためこの画像では見えない）。

口伝の伝承によれば、ロンゴロンゴの書記達は、木板に溝を彫ったり、絵文字を刻むのに黒曜石の薄片かサメの歯を用いたという。ほとんどの絵文字は深く、なめらかな線で刻まれているが、たまに非常に浅く、細く刻まれた線がある場合がある。右の拡大図では、そのような非常に細かい線で結び付けられた2つの部分からなる絵文字が見られるが、この絵文字は常にこのように刻まれている。バルテルや、何人かの研究者は、最初にテキストは黒曜石で下書きが刻まれ、その上からすり減らしたサメの歯で深く刻み直したと考えている。細かい線は、間違って残されたか、もしくは右の画像のようにデザイン上の装飾であると思われる。例えば、Ｖ字型（あるいは菱形）は、このような細かい線で縦に結ばれて描かれる典型的な絵文字であり、下図の「文字板 B」の拡大図でもそれが繰り返し現れるのが分かる。一方バルテルは、ロンゴロンゴを解したイースター島最後の王、ンガアラ王(King Nga'ara)が、魚の骨にすすを付けて絵文字の下書きを描き、その上をサメの歯で刻んだという伝承を紹介している(Barthel 1959:164)。
また、「文字板 N 」には、サメの歯で刻み直した跡が一切ない。イギリスのマイケル・ハバーラント(Michael Haberlandt)は(1886:102)、絵文字の線の溝の浅さや幅から、この文字板のテキストは鋭い骨で刻まれていると述べた。また、「文字板 N」には、「完成した絵文字の輪郭線に、黒曜石の薄片で細部の細かい線が加えられているのが認められる。ロンゴロンゴの文字板の中で、ここまで過剰な描写をしているものは他にない。」とも述べている。
文字板には他に、金属の刃で刻まれたと思われるものもあり、それらは絵文字のタッチが荒い。スペイン人の上陸後には、イースター島でも金属製のナイフが手に入るようになったが、このような文字板が古くから伝わる本物のロンゴロンゴであるかには疑問が投げかけられている。

### 絵文字

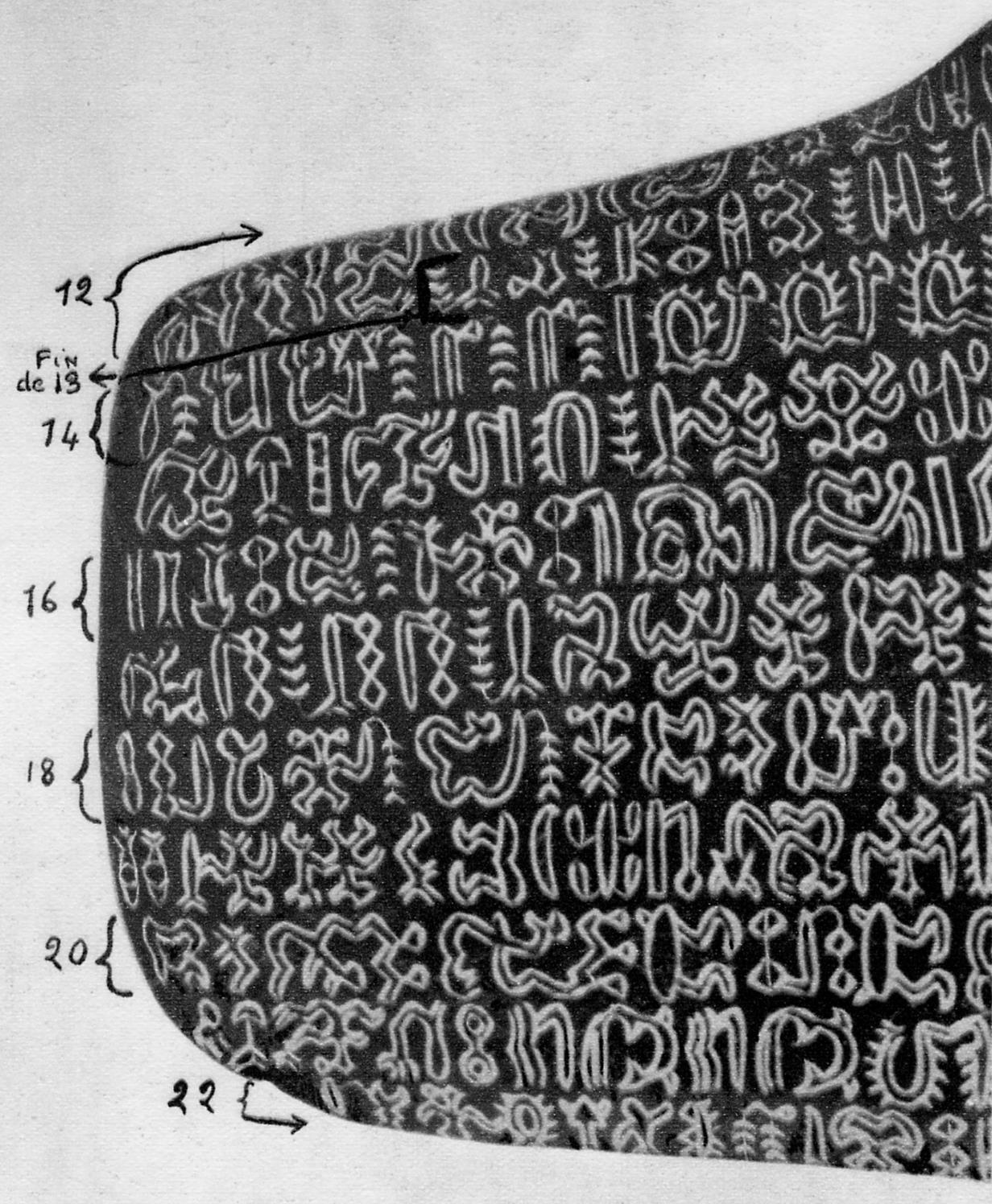
「文字板B」の写真の陰画。数字は何行目かを表す数字。Fin de 13 は「13行目の終わり」という意味。（画像をクリックするとほぼ実物大に拡大される。）

各絵文字は、人間、動物、野菜、幾何学模様を象（かたど）ったものであり、しばしば合字も見られる。人間、動物などの絵文字の頭はほとんどすべて、頭が上になっており、顔は正面か向かって右側を向いた形で描かれている。頭が下になっていたり、顔が左側を向いている絵文字もあるが、それらがどのような意味を持つのかは分かっていない。頭には特徴的なこぶが両側に描かれているものが多く、目を表していると考えられているが（下図のウミガメの絵文字に見られるほか、ウミガメを描いたペトログリフでより明瞭に確認することができる）、しばしば耳のように見えることもある（次項ペトログリフの画像中央の人間型の図形を参照）。鳥を描いた絵文字も多く、中でもイースター島の最高神であるマケマケと同一視されるグンカンドリ(Sibley)を描いたと思われる絵文字は多い（下図参照） 。他にも魚や節足動物を描いたと思われるものがある。イースター島全土で発見されている、ペトログリフの図形に似た絵文字はごく少数である。
ロンゴロンゴの絵文字の例（バルテルが1958年に発表した解釈から）

図中のキャプションは一番左列、
上から順に:「様々な植物？」、「ヤシの木？」、「立っている男？」、「座って食べている男？」

2列目:「グンカンドリ？」、「魚？」、「トビウオ？」、「ザリガニ？」

3列目:「ウミガメ？」、「毛虫？」、「ムカデ？」、「イカ？」

4列目: 「菱形」、「chevrons = 軍人が肩等に着けるＶ字型の記章」、「円」、「十字」

4列目のキャプションは単に絵文字の形状を説明しているだけである。また、座っている男の絵文字は合字であると考えられている。

## 起源
口伝の伝承では、ホトゥ・マトゥア(Hotu Matu'a)、またはトゥウ・コ・イホ(Tu'u ko Iho)という名の、島の社会の伝説的創始者が、67の文字板を故郷から持って来たという(Fischer 1997:367)。彼らはトロミロの木のような島の固有植物をもたらしたとも考えられている。しかし、ポリネシアの他の地域や南アメリカにも、ロンゴロンゴに似た文字を持つ地域が見当たらないことから、ロンゴロンゴは島内部で独自に発達したものと思われる。1870年代、島の先住民の中で、ロンゴロンゴを読むことが出来た人がほとんど残っていなかったことから、極少数の集団しかこれを読み書きすることができなかったと思われる。確かに初期の訪問者達は、読み書きは支配者の一族や司祭達のみの特権であるという言い伝えを聞いている。そのような特権を持った人々は、ペルーから侵略してきた奴隷狩り集団によって拉致されるか、その結果島で発生した疫病によりすべて死んでしまったとも伝えられている。

### 文字板の年代特定
年代測定が直接行われた文字板はわずかである。「文字板 Q」（サンクトペテルブルク小文字板）は唯一、放射性炭素年代測定が行われた文字板であるが、判明したのは、1680年以降のいつか、ということだけだった。
年代特定の根拠となるのは、直接的な測定だけではない。「文字板 A」、「P」、そして「V」は、ヨーロッパの船の櫂（オール）に絵文字が刻まれていることから、18世紀から19世紀のものと特定することができる。オルリアックは2005年、「文字板 C」（ママリ文字板）の木材が、約15 mの木の幹から切り出されていることを計算によって突き止めた。そのような大きさの木は、はるか以前にイースター島から姿を消しており、調査によりイースター島の森林は17世紀前半に消滅したことが分かっている。1722年にイースター島を発見したヤーコプ・ロッヘフェーン(Jakob Roggeveen)は、島の様子を「大きな樹木が欠乏している」と語っており、スペインの航海士フェリペ・ゴンザレス・デ・アエド(Felipe González de Ahedo)は1770年、「幅6インチ(約15 cm)ほどの床板に間に合いそうな木すら1本も見当たらない」と書き残している。1774年のジェームズ・クック(James Cook)の探検に同行したフォースター(Forster)は、「島には10フィート（約3 m）を超える高さの木はない」と報告している。
これらの方法はすべて、文字板の木材の年代を特定するもので、テキスト自体の年代を特定しているわけではない。しかし、Pacific rosewoodは耐久性に乏しく、イースター島の気候では永く残存しないと思われる(Orliac 2005)。一方、絶滅種であるイースター島産のヤシの木(Paschalococos disperta)を描いたと思われる絵文字も発見されており、花粉学によればおよそ1650年頃に島から消滅したとされているため、テキストが少なくともその時代まで遡るものであることを示唆している。

### 1770年のスペイン人上陸
アメリカのジョン・フレンリー(John Flenley)や、ポール・バーン(Paul Bahn)をはじめ、何人かの研究者は、ロンゴロンゴが1770年のスペインのイースター島上陸後、島の併合条約の調印にヒントを得た島の人々が、比較的最近に発明したものであると主張している(1992:203–204)。その状況証拠として彼らは、フランスの修道士、ウジェーヌ・エイロー(Eugène Eyraud)が1864年に報告するまで、ロンゴロンゴの存在を伝えた探検者がいなかったこと、スペインとの併合条約の調印の際に島の首長達が書いた絵文字が、ロンゴロンゴに似ていないことを挙げている。
このような仮説を唱える研究者達は、ロンゴロンゴがラテン文字や他の文字体系の模倣であると主張しているのではなく、文化人類学でいうところの「文化の伝播」(trans-cultural diffusion)によって文字という「概念」が伝えられ、島の人々が独自の文字体系を発明するきっかけとなった、と主張しているのである。この仮説が正しいならば、ロンゴロンゴは100年足らずの期間に、急速に出現、発展、衰退、忘却されたことになる。そのような文字の伝播の例として、英語の新聞の力を見てチェロキー文字を発明したシクウォイアや、キリスト教文献を読んで啓発され、ユピック語の中央アラスカ方言の文字やユグトゥン文字(Yugtun script)を発明したウヤクク(Uyaquk)などが知られている。しかし、いずれも、1回の条約への調印などよりもはるかに大きな文化的接触がきっかけとなっている。初期の探検家達（島には短い期間しか滞在しなかった）にロンゴロンゴが目撃されなかったという事実は、当時はそれが秘匿されていたことを反映しているのかもしれない。ヨーロッパ人による奴隷狩りやそれに続く疫病によってイースター島の社会が崩壊し、ロンゴロンゴの禁制や「タンガタ・ロンゴロンゴ」（tangata rongorongo = ロンゴロンゴを操る人）の力が弱まったため、エイローの時代には文字板が広範囲に流出するようになっていた、とも考えられる。

### ペトログリフ

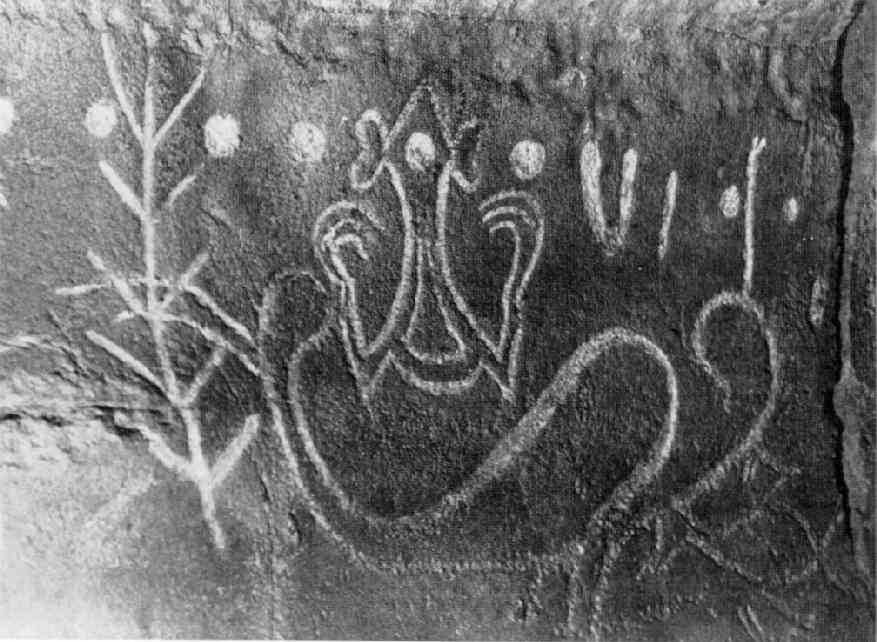
アナ・オ・ケケ(Ana o Keke)の洞窟内のペトログリフ。羽毛型のロンゴロンゴの絵文字 3（左）や、合字の絵文字 211:42（中央）に似た図形が描かれている。2つの絵文字を横切るように杯状に彫られた丸い記号からなる列があり、終わりにＶ字型の図形が見える。これは絵文字 27 を描いたものかもしれない。

イースター島はポリネシアの中でも、様々な種類のペトログリフが最も数多く見られるところである。家屋の石壁や、有名なモアイ像、「プカオ」(pukao)と呼ばれるモアイの頭の被り物の表面など、絵を描くのに適していると思われる壁面のほとんどすべてにペトログリフが見られる。およそ1,000か所で4,000種類以上の図形が認められており、中には浮彫り式に彫刻されたものや、赤や白の塗料で着色されているものもある。図形のデザインは、オロンゴ(Orongo)の壁画に見られるような、古くからの鳥人信仰に基づく競技における勝者（tangata manu = 鳥人と呼ばれる）の図など、儀式の中心として描かれたものや、創造神マケマケの肖像、ウミガメ、マグロ、タチウオ、サメ、クジラ、イルカ、カニ、タコなどの海洋生物（中には人面を持つものもある）、ニワトリ、カヌー、そして500種類以上の女性の陰部(komari)の図形などである。ペトログリフにはしばしば、杯状に彫られた彫刻が添えられている。時代による図形の描き方の変化は、鳥人の浮彫りから窺（うかが）い知れる。単純な輪郭のみのものから、陰部の図形を伴うものへの変化である。ペトログリフが描かれた年代を直接特定する方法はないが、中には一部が、植民地時代より前の時代の石製家屋の陰に隠れているものがあり、そのようなものは比較的古い時代に描かれたものであることを示している。
ペトログリフに見られる人間型や動物型の図形には、ロンゴロンゴの絵文字と同じものがあり、例えば、モアイ像の被り物に描かれた双頭のグンカンドリの図は、10以上の文字板にある（絵文字 680）と同じ形である。アメリカのショーン・マクラフリン(Shawn McLaughlin)は2004年、人類学者ジョージア・リー博士(Dr. Georgia Lee)が1992年に発表したペトログリフにある図形の中から、ロンゴロンゴの絵文字と似ているもののうち、とくに顕著なものを選んで図解を発表したが、これらは単独で描かれているものがほとんどであり、テキストのように複数の絵文字群が描かれているものはまれである。このことから、ロンゴロンゴはペトログリフの図形をヒントにしたか、あるいはペトログリフの個々の図形が表語文字として採用された最近の創作物で、ペトログリフの伝統ほど古くからあるものではないという説もある。ペトログリフとして描かれた、最も複雑な構成のロンゴロンゴの候補は、洞窟の壁面に刻まれた一続きの絵文字である（右図参照）。

## 歴史上の記録

### 発見
1722年、オランダのヤーコプ・ロッヘフェーン提督の艦隊が島を発見。1770年、スペインのペルー総督が上陸。1774年、イギリスのジェームズ・クックが上陸。1786年、フランスの探検家ラ・ペルーズが上陸。それぞれ島民の暮らしや石像についての証言や記録はあるが文字の発見は無い。
イエズス・マリアの聖心会 (フランスのカトリック修道会) の平修道士、ウジェーヌ・エイロー (Eugène Eyraud) の報が文字発見の初出となる。エイローは、チリの港町バルパライソを出発して24日目の1864年1月2日、イースター島に上陸、その後9か月間イースター島に滞在して住民への布教活動を行った。彼はイースター島の滞在記を著し、その中で文字板の発見について報告している。
エイローの報告にはこれ以外に文字板らしき品についての言及も無く、島民による聞き取りも行わずこの発見が注意を引くことはなかった。エイローは10月11日、著しく健康を害して一旦離島。1865年、エイローは完全に一人前の修道士となり、1866年に再上陸、布教の成果を上げるため、土着信仰と関わりがありそうな物品を破壊したとされる。同年8月、エイローは48歳で結核のためイースター島で客死。

### 破壊
1868年、タヒチ島の司教、フロランタン・エティエンヌ・ジョーサン (Florentin-Étienne "Tepano" Jaussen) は、カトリックに改宗したばかりのあるイースター島の住人から贈り物を受け取った。それは、人間の髪の毛でできた糸（おそらく釣り糸）が周囲に巻き付けられた、絵文字の刻まれた木板であった（「文字板 D」）。この発見にジョーサンは驚き、イースター島にいるヒッポリト・ルーセル神父 (Hippolyte Roussel) に宛てて、すべての文字板を収集し、それらを翻訳できる先住民を見つけ出すよう手紙を書いた。しかし、ルーセルが発見した文字板はわずかで、テキストの読み方についても住民の間で意見の食い違いがあった。
エイローはこれよりも2年前に何百もの文字板を目撃していたが、失われた文字板がどうなったのかは推測するよりほかない。エイローは、文字板の持ち主がほとんどそれらに関心を持っていないことを指摘している。フランスの医師で、ロンゴロンゴの図解入り解説書を最初に著した、ステファン・ショーヴェ (Stéphen Chauvet) は次のとおり報告している。
オルリアックは、「文字板 H」の5行目と6行目に長さ10 cmほどの黒く、深い溝があることに注目し、その溝が火起しのために棒で擦られた跡であると考えた(Orliac 2003/2004:48–53)。「文字板 S」と「P」はカヌー用の床板として裁断されていたが、これはニアリ(Niari)という名の島の男性が、遺棄された文字板からカヌーを作ったという言い伝えに合致する。
ヨーロッパから持ち込まれた疫病や、ペルーからやって来た奴隷狩り集団の襲撃（1862年の最後の襲撃も含む）と、その結果広がった天然痘の流行により、イースター島の人口は1870年代には200人以下に減少していた。そのためエイローが文字板を発見した1866年頃には、文字の知識がすっかり失われていたということは、充分に可能性のある話である。
1868年にジョーサンはわずかな文字板しか回収できなかったが、1870年にはチリのコルベット軍艦オヒギンズ号(O'Higgins)のガーナ艦長により、もう3点の文字板が集められた。1950年代にバルテルは、埋葬場所である洞窟から、腐敗した数点の文字板を発見した。しかし、絵文字の修復は不可能であった。
今日では、現存している文字板として通常26点が数えられており、そのうち状態が良好で、本物であることに疑いがないのは半分のみである。

### 人類学者による報告
イギリスの考古学者、人類学者のキャサリン・ルートリッジは、1914年から1915年にかけて夫ともにイースター島の科学的調査を行い、美術、習慣、文字についての情報収集を行った。彼女はカピエラ(Kapiera)とトメニカ(Tomenika)という名の、2人の年長のインフォーマントと面談することができた。2人はロンゴロンゴの知識もあると言われていた。しかし彼らとの面談は、しばしば2人がお互いに矛盾するような情報を提供したため、実りあるものにはならなかった。彼らとの面談からルートリッジは、ロンゴロンゴは言語を直接書き表したものではなく、記憶を助けるために考案された特殊な記号、いわば、原文字ともいえるもので、絵文字の意味も書く人により異なるため、ある文字板を読もうとするならば、そのテキスト独自の読み方の訓練が必要になる、と結論付けた。また彼女は、テキスト自体は島の歴史や神話を物語る詠唱を司祭達が記録したもので、特殊な建物に秘匿されていた非常に「神聖なもの」(tapu)と考えていた。メトローなどの後代の民族学者の頃には、ルートリッジが残した記録は忘れられ、現地の口伝による伝承も、広く認められている刊行された報告書に強い影響を受けるようになった。

## 解読の試み
他の未解読文字と同様、ロンゴロンゴについても多くの奇抜な解釈や、解読したという主張がなされてきた。しかしながら、ある文字板の太陰暦と関連があると思われる部分以外は、文字板の内容はまったく解明されていない。ロンゴロンゴが本当に言語を書き表した文字であることを前提とすると、解読に3つの問題点がある。1つは、現存しているテキストが少ないこと、2つ目は挿絵などの、テキストの解釈に役立つような、文字板の背景に関する情報が不足していること、そして3つ目は、古い時代のラパ･ヌイ語の詳細が解明されておらず、現代のラパ･ヌイ語はタヒチ語の影響を大きく受けているため、文字板に記された言語と現代ラパ･ヌイ語の間には大きな相違があると考えられることである。
広く支持されている意見の1つに、ロンゴロンゴは言語を表記するための文字体系ではなく、原文字、あるいは系図や、踊りの振付、航海術、天文学、農業などに関する知識を、記憶するための記号である、というものがある。例えば、オックスフォード大学が出版している言語百科事典 Atlas of Languages では、「おそらく記憶の助けのためか、装飾目的のものであり、島の住民の言語であるラパ･ヌイ語を記録したものではないだろう」と説明されている。もしこれが本当ならば、ロンゴロンゴが解読される望みはほとんどないであろう。
一方、ロンゴロンゴが文字であると考える人々の間では、それが本質的に表語文字なのか、あるいは音節文字なのかについて意見が分かれているが、純粋にいずれか一方のみからなるのではない、という点では一致しているようである。
| |    |    |     |     |     |     |     |     |     |     |     |     |
| 01 | 02 | 03 | 04  | 05  | 06  | 07  | 08  | 09  | 10  | 14  | 15  | 16  |
| |    |    |     |     |     |     |     |     |     |     |     |     |
| 22 | 25 | 27 | 28  | 34  | 38  | 41  | 44  | 46  | 47  | 50  | 52  | 53  |
| |    |    |     |     |     |     |     |     |     |     |     |     |
| 59 | 60 | 61 | 62  | 63  | 66  | 67  | 69  | 70  | 71  | 74  | 76  | 901 |
| |    |    |     |     |     |     |     |     |     |     |     |     |
| 91 | 95 | 99 | 200 | 240 | 280 | 380 | 400 | 530 | 660 | 700 | 720 | 730 |
| イゴール・ポズドニアコフとコンスタンティン・ポズドニアコフが、2007年に発表したロンゴロンゴの新しい絵文字目録。風変わりな「サンティアゴ杖」にある絵文字を除いた、全絵文字の99.7%が採録されているとされる。 |    |    |     |     |     |     |     |     |     |     |     |     |